# Pingle
Der Kreis Pingle (chinesisch 平乐县, Pinyin Pínglè Xiàn; Zhuang Bingzloz Yen) ist ein Kreis in dem chinesischen Autonomen Gebiet Guangxi der Zhuang. Er gehört zum Verwaltungsgebiet der bezirksfreien Stadt Guilin. Pingle hat eine Fläche von 1.894 km² und zählt 388.400 Einwohner (Stand: 2018). Sein Verwaltungssitz ist die Großgemeinde Pingle (平乐镇).

## Administrative Gliederung
Auf Gemeindeebene setzt sich der Kreis aus sechs Großgemeinden und vier Gemeinden (davon eine der Yao) zusammen. 